# Le Parvis
Le Parvis est une scène nationale située à Ibos dans le département des Hautes-Pyrénées, en région Occitanie.

## Historique
Au lendemain des événements de mai 68, la société est en train d'évoluer. André Malraux est ministre de la culture de Georges Pompidou. Sa politique est de démocratiser et de décentraliser la culture en mettant à disposition de tous les outils de la culture. Il crée alors des maisons de la culture.
Cette démocratisation montre ses limites et le monde du théâtre pointe un constat d'échec. Des responsables se réunissent à Villeurbanne autour de Roger Planchon pour revoir ce système.
En 1964 est née une association d'étudiants passionnés de théâtre, « Le parvis ». Son nom est inspiré par le parvis de l'église ou de la cathédrale d'une ville qui était un espace de vie sociale, culturelle et commerciale au Moyen Âge. Des comédiens et circassiens côtoyaient les commerçants. Cette association organise à Tarbes des spectacles de théâtre et un festival intitulé théâtre et présence de l'art. En 1972, l'association modifie ses statuts et son titre pour devenir « Le Parvis, culture, recherche et animation ». Son objet devient alors la promotion de la culture tant par le théâtre que par toutes les activités artistiques possibles, son siège est transféré au domicile de Marc Bélit.
En 1973 s'ensuit l'élaboration et la préparation d'un projet. La construction du théâtre se fera sous le toit du centre commercial du Méridien à Ibos au premier étage du bâtiment et placé en son centre comme axe structurant, la salle de spectacle vient s'asseoir sur un forum ouvert et central qui donnera son nom à la revue du Parvis.
L'architecte Jean-Paul Saint Laurent est le concepteur du projet.

## Présentation
Le Parvis scène nationale Tarbes Pyrénées, abrite un théâtre, un cinéma d'art et d'essai et un centre d'art contemporain. Comme scène nationale, il appartient au réseau des 71 scènes nationales répertoriées en France et soutenues par le ministère de la culture.
Il a été fondé en tant qu'association culturelle en 1974 par Marc Bélit, qui l'a dirigée de 1987 à 2009, et qui en est aujourd'hui le président-fondateur.
De 2009 à 2020, le Parvis est dirigé par Marie-Claire Riou. Après 11 années de collaboration au sein de la Scène Nationale d'Albi, Frédéric Esquerré lui succède en septembre 2020.
Le Parvis fonctionne sur un principe original de financements publics et privés. Il a cette particularité d'être intégré à l'intérieur d'un centre commercial, Le Méridien, dans la commune d'Ibos.
Il est constitué de deux salles de spectacles, dont une grande salle et une salle pour les petites formes, trois salles de cinémas et une salle d'exposition.
Le Parvis c'est aussi un réseau constitué de onze salles de cinéma dans toutes les Hautes-Pyrénées.